# 명주군

기

명주군(溟州郡)은 강원도 강릉군의 강릉읍을 중심으로 한 지역이 1955년 9월 1일에 강릉시로 승격하면서 잔여 지역에 설치되었던 행정구역이다. 설치 당시의 군역은 강릉시의 읍면 지역 이외에도 동해시 북부 지역(묵호동)과 양양군 현남면과 정선군 여량면 동부지역을 포함했다.
1995년 도농복합시 정책에 따라 강릉시에 다시 통합되었다. 옛 명주군청은 현재의 강릉시 교동에 있었으며, 옛 군청 청사는 통합 이후 한국은행 강릉지점으로 썼다가, 현재는 강릉시립 모루도서관으로 사용하고 있다.

## 연혁
- 1945년 9월 16일 : 양양군의 38선 이남 지역이 강릉군으로 편입
- 1954년 11월 17일 : 현북면과 서면을 양양군으로 환원.
- 1955년 9월 1일 강릉읍을 중심으로 한 지역에 강릉시를 설치하고 강릉군을 명주군으로 개칭.[2] (2읍 8면)
- 1963년 1월 1일 현남면을 양양군에 환원[3]
- 1973년 7월 1일 왕산면 남곡리, 구절리를 정선군 북면으로 편입[4]
- 1980년 4월 1일 묵호읍을 삼척군 북평읍과 통합, 동해시로 분리하였다.[5] (4읍 5면)
- 1983년 2월 15일 구정면 언별리를 강동면, 산북리를 성산면에 편입하였다.[6]
- 1989년 1월 1일 강동면 운산리를 강릉시에 편입하였다.
- 1995년 1월 1일 강릉시에 재통합되었다.[7]